# Пятнистые акулы
Пятнистые акулы (лат. Halaelurus) — род хрящевых рыб семейства кошачьих акул (Scyliorhinidae).

## Описание
Рыло остроконечное. Кожа толстая имеет отчетливый цветовой рисунок. Глаза заметно приподняты над дорсальной поверхности головы. Обитают на мелководных или умеренно глубоководных местообитаниях.

## Классификация
Род включает следующие виды
- Halaelurus boesemani (S.Springer & D'Aubrey, 1972) — Веснушчатая акула
- Halaelurus buergeri  (J. P. Müller & Henle, 1838) — Японская пятнистая акула, или кошачья акула Бюргера
- Halaelurus lineatus (Bass, D'Aubrey & Kistnasamy, 1975) — Полосатая пятнистая акула
- Halaelurus maculosus (W. T. White, Last & Stevens, 2007)
- Halaelurus natalensis (Regan, 1904) — Тигровая пятнистая акула
- Halaelurus quagga (Alcock, 1899) — Пятнистая акула-квагга
- Halaelurus sellus (W. T. White, Last & Stevens, 2007)